# Chlorozotocin
Chlorozotocin ist eine chemische Verbindung aus der Gruppe der Nitrosoharnstoffe. Es ist das 2-Chlorethyl-Analogon von Streptozotocin und somit vom Glucosamin abgeleitet.

## Gewinnung und Darstellung
Chlorozotocin kann durch Nitrosierung des aus D-Glucosamin und 2-Chlorethylisocyanat  hergestellten Harnstoffderivats synthetisiert werden.

## Eigenschaften
Chlorozotocin ist ein elfenbeinfarbene kristalliner Feststoff, der löslich in Wasser ist.

## Verwendung
Chlorozotocin wurde als Zytostatikum für die Behandlung von verschiedenen Krebserkrankungen eingesetzt.

## Sicherheitshinweise
Die intraperitoneale Verabreichung von Chlorozotocin führte bei Ratten beiderlei Geschlechts zu einer hohen Inzidenz von Sarkomen und Mesotheliomen in der Peritonealhöhle. Es alkyliert DNA und Proteine und führt zu DNA-Vernetzungen zwischen den Strängen. Beim Menschen führt es zu Leukopenie und Thrombozytopenie. Bei Tieren unterdrückt es die Bildung von Knochenmark und beeinträchtigt die Immunreaktion. Es ist sowohl beim Menschen als auch bei Versuchstieren hepatotoxisch.

## Regulierung
Über den Safe Drinking Water and Toxic Enforcement Act of 1986 besteht in Kalifornien seit 1. Januar 1992 eine Kennzeichnungspflicht für Produkte, die Chlorozotocin enthalten.